# Tong Po Chau
Tong Po Chau (kinesiska: 熨波洲) är en ö i Hongkong (Kina). Den ligger i den centrala delen av Hongkong. Arean är 0,29 kvadratkilometer.
Terrängen på Tong Po Chau är lite kuperad. Öns högsta punkt är 88 meter över havet. Den sträcker sig 0,6 kilometer i nord-sydlig riktning, och 0,8 kilometer i öst-västlig riktning.